# Volea, Domanivka
Volea (în ucraineană Воля) este un sat în comuna Marînivka din raionul Domanivka, regiunea Mîkolaiiv, Ucraina.

## Demografie
Componența lingvistică a localității Volea
     Ucraineană (94,26%)
     Rusă (5,26%)
     Alte limbi (0,48%)
Conform recensământului din 2001, majoritatea populației localității Volea era vorbitoare de ucraineană (94,26%), existând în minoritate și vorbitori de rusă (5,26%).